# 홍진 호성공신교서
홍진 호성공신교서(洪進 扈聖功臣敎書)는 대한민국 강원특별자치도 홍천군 북방면에 있는, 임진왜란 때 호종한 공으로 조선 선조37년(1604) 10월 당흥부원군 홍진(洪進)에게 호성공신(扈聖功臣) 2등을 내린 교서이다. 2001년 2월 23일 대한민국의 보물 제1308호로 지정되었다. 현재는 홍천군립 홍천향토사료관에서 보관하고 있다.

## 개요
이 교서는 '敎忠勤貞亮勸節協策扈聖功臣輔國崇祿 大夫唐興府院君兼知經筵事洪進書'란 제목아래 녹훈사실 및 포상내용과 등급별 공신명단, 그리고 교서의 발급년월을 적고 있다.
내용을 보면, 홍진은 임진난(壬辰亂)으로 선조가 몽진(蒙塵)할 때 의주까지 시종 수행한 공로로 2등 공신에 봉해졌으며, 영정(影幀)을 그려 후세에 전하고, 본인과 부모 .처자의 벼슬을 2계(階)씩 승진시키고, 적장자에게 군호(君號)를 세습하는 외에, 반당(伴 ) 6 인, 노비(奴婢) 9 구, 구사(丘史) 4 명, 전(田) 80 결, 은자(銀子) 7 양, 표리(表裏) 1 단, 내구마(內廐馬) 1필을 상으로 내렸다.
호성공신의 명단으로는 1등 공신에는 이항복(李恒福) 등 2명, 2등 공신에는 유성룡(柳成龍) 등 31명, 3등 공신에는 허준(許浚) 등 53명이고, 홍진은 2등 13번째에 기록되어 있다.
끝으로, '萬曆三十二年十月'의 발급연대가 기록되어 있으며 그 위에「施命之寶」라는 선조의 어보(御寶)가 날인되어 있다.
홍진 교서에는 2등 공신에 해당되는 녹훈사실이 상세히 기록되어 있다.

## 같이 보기
- 홍진
- 호성공신

## 참고 자료
- 홍진 호성공신교서 - 국가유산청 국가유산포털